# Grzegorz Trzciński
Grzegorz Trzciński – polski leśnik, doktor habilitowany nauk rolniczych, profesor w Szkole Głównej Gospodarstwa Wiejskiego w Warszawie, specjalista od inżynierii leśnej, transportu leśnego oraz budownictwa leśnego.

## Kariera naukowa
W 1993 roku na Wydziale Techniki Rolniczej i Leśnej Szkoły Głównej Gospodarstwa Wiejskiego w Warszawie uzyskał tytuł magistra techniki rolniczej i leśnej. W tym samym roku został zatrudniony na tejże uczelni, a w 2001 roku na jej Wydziale Leśnym uzyskał stopień doktora nauk rolniczych w zakresie leśnictwa na podstawie rozprawy pt. Analiza struktury ruchu w leśnej sieci komunikacyjnej nadleśnictwa, której promotorem był Bolesław Porter. W 2012 roku ten sam wydział nadał mu stopień doktora habilitowanego nauk rolniczych w dyscyplinie leśnictwa na podstawie pracy pt. Analiza parametrów technicznych dróg leśnych w aspekcie wywozu drewna samochodami wysokotonażowymi.